# Neu! 2
| Recensione     | Giudizio |
| -------------- | -------- |
| Ondarock       | [ 1 ]    |
| Piero Scaruffi | [ 2 ]    |

Neu! 2 è il secondo album in studio del duo tedesco Neu!, pubblicato nel 1973.

## Storia
Dopo il primo album, il duo ritorna in studio nel 1973 con un budget minimo e poco tempo a disposizione riuscendo così a completare solo la prima facciata del disco che verrà poi completato con due brani già pubblicati qualche settimana prima, "Neueschnee" e "Super", modificati facendo variare la velocità di riproduzione.
Dopo la pubblicazione del disco i due decidono di prendere un periodo di pausa prima di dare alle stampe il successivo, Neu! '75. In quell'arco di tempo Michael Rother forma gli Harmonia, formazione di nicchia del krautrock.

## Tracce
1. Für immer (Forever) - 11:00
2. Spitzenqualität - 4:58
3. Gedenkminute (Für A + K) - 1:00
4. Lila Engel (Lilac Angel) - 4:35
5. Neuschnee 78 - 2:30
6. Super 16 - 3:37
7. Neuschnee - 3:59
8. Cassetto - 1:50
9. Super 78 - 1:35
10. Hallo Excentrico! - 3:43
11. Super - 3:07

## Formazione
- Klaus Dinger - voce, chitarre, batteria, percussioni, tastiere
- Michael Rother - chitarre, tastiere, basso, violino, percussioni